# Agostina d'Aragona
Agustina Raimunda Maria Saragossa i Domènech, o Agostina d'Aragona (4 marzo 1786 – 29 maggio 1857), è stata una patriota spagnola che combatté durante la Guerra d'indipendenza spagnola, prima come civile e successivamente come ufficiale dell'esercito spagnolo.
Conosciuta come "la Giovanna d'Arco spagnola", è stata il soggetto di racconti folcloristici e iconografie, tra cui gli schizzi di Francisco de Goya e le poesie di Lord Byron.

## Assedio di Saragozza

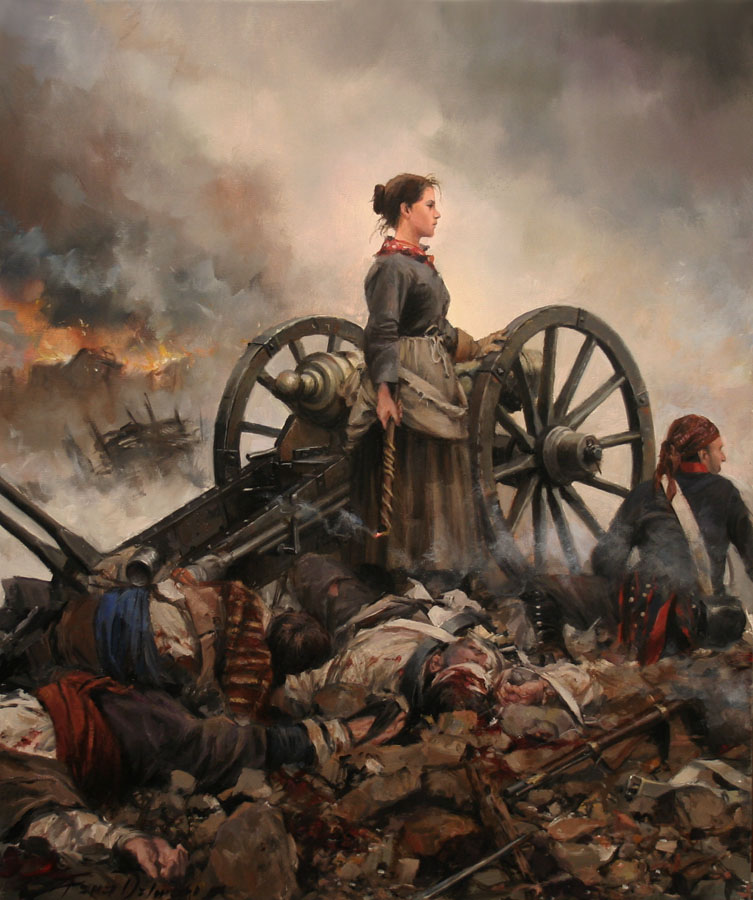
Agustina de Aragón (2012), Augusto Ferrer-Dalmau

Nell'estate del 1808, Saragozza era una delle ultime città del nord della Spagna non ancora cadute nelle mani dei francesi; per questo un gran numero di profughi che fuggiva all'avanzare della Grande Armée si era diretto verso di essa. All'inizio di giugno, i francesi si diressero verso Saragozza. Difesa da una piccola forza provinciale comandata dal Duca di Saragozza José de Palafox, la città non vedeva una guerra da circa 450 anni.
Il 15 giugno i francesi presero d'assalto il Portillo, un'antica porta della città difesa da un insieme di batterie di vecchi cannoni e unità volontarie. Agostina, arrivata sul bastione con un cesto di mele per sfamare gli artiglieri, vide i difensori cadere sotto le baionette francesi. Le truppe spagnole ruppero i ranghi, avendo sofferto pesanti perdite, e abbandonarono le loro posizioni. Con le truppe francesi a pochi metri di distanza, Agostina corse verso le postazioni difensive, caricò un cannone e accese la miccia, sbriciolando un'ondata di attaccanti.
La vista di una sola donna azionare i cannoni ispirò fiducia nelle truppe spagnole in fuga che ritornarono ad aiutarla. Dopo una sanguinosa lotta, i francesi abbandonarono l'assalto di Saragozza e tolsero l'assedio per alcune settimane prima di ritornare a combattere dentro alla città, casa per casa. Con un costo di vite umane elevato per entrambe le parti e le difese della città completamente compromesse, Palafox su costretto ad consegnare la città ai francesi. Nonostante la finale sconfitta, l'azione di Agostina divenne un'ispirazione per gli oppositori dei francesi.